# Corbie
Corbie, hist. Korbea – miejscowość i gmina we Francji, w regionie Hauts-de-France, w departamencie Somma. Słynie z wczesnośredniowiecznego opactwa benedyktyńskiego, którego rozkwit nastąpił w czasach Karolingów.

## Historia
Miasto powstało wokół ufundowanego w 657 roku benedyktyńskiego opactwa Korbea, gdzie znajdował się grób św. Wita. W państwie Franków opactwo posiadało jedną z najlepszych szkół i bibliotek. Tutejsze skryptorium słynęło z innowacyjnych prac będąc ośrodkiem gdzie ok. roku 780 narodziła się tzw. minuskuła karolińska. Miasto i samo opactwo ucierpiały mocno w IX wieku, w trakcie najazdów wikingów, czego barwny opis dał jeden z najsłynniejszych opatów Korbei, Paschazjusz Radabert. 
W późnym średniowieczu miasto rządzone było przez lokalnych hrabiów. Ostatecznie do Francji przyłączone zostało przez Ludwika XI w roku 1475. W trakcie wojny trzydziestoletniej twierdza w Corbie została 7 sierpnia 1636 roku niespodziewanie zdobyta przez wojska hiszpańskie, co zagroziło bezpośrednio Paryżowi i wywołało we Francji panikę. Król Ludwik XIII zdołał jednak odbić twierdzę po 3-miesięcznym oblężeniu, 9 listopada 1636 roku.

## Demografia
Według danych na rok 2009 gminę zamieszkiwało 6370 osób, a gęstość zaludnienia wynosiła 392 osoby/km² (wśród 2293 gmin Pikardii Corbie plasuje się na 33. miejscu pod względem liczby ludności, natomiast pod względem powierzchni na miejscu 162.).

## Znane osoby związane z miastem
- św. Laudomar – założyciel klasztoru (530–590)
- św. Adelhar z Korbei (751–827), opat w Corbie, święty katolicki.
- Paschazjusz Radabert (790–865), teolog, opat w Korbei
- św. Koleta z Korbei (1381–1447), mistyczka, zakonnica, święta katolicka.
- Eugène Lefebvre (1878–1909), pionier lotnictwa.

## Miasta partnerskie
- Höxter, Niemcy
- Pickering, Wielka Brytania